# Deutscher Baugewerksbund
Der Deutsche Baugewerksbund (DBB) war eine 1923 gegründete freie Gewerkschaft für Bauarbeiter in der Weimarer Republik.

## Geschichte

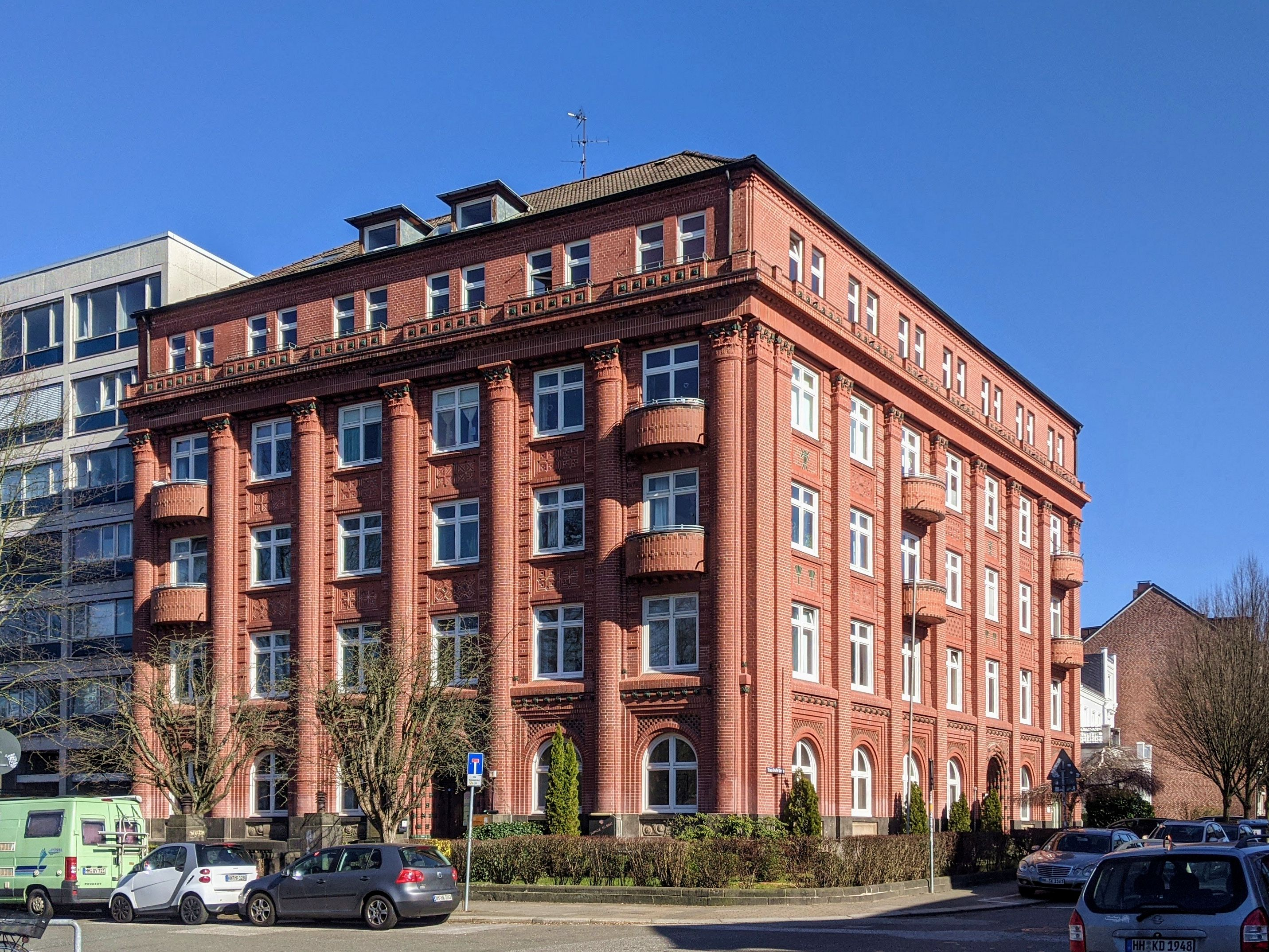
Ehemaliger Sitz des Baugewerksbunds in Hamburg

Die Gewerkschaft wurde am 1. Januar 1923 durch den Zusammenschluss von drei Verbänden gegründet. Gründungsmitglieder waren der Zentralverband der Töpfer und Berufsgenossen, der Zentralverband der Glaser und verwandten Berufsgenossen und der Bauarbeiter-Verband. Ein Jahr später trat am 1. Januar der Zentralverband der Asphalteure und Pappdachdecker bei und 1931 der Zentralverband der Dachdecker.
Für die Mitglieder gab es die Zeitschrift Der Grundstein. Das Mitgliedermagazin der heutigen IG BAU trägt immer noch diesen Namen (Der Grundstein/Der Säemann).
Der Baugewerksbund war Mitglied beim Allgemeinen Deutschen Gewerkschaftsbund und international bei der Bauarbeiter-Internationale aktiv.
Die Nationalsozialisten zerschlugen die Gewerkschaft am 2. Mai 1933. Nachfolger nach dem Zweiten Weltkrieg waren ab 1946 in Ostdeutschland die Industriegewerkschaft Bau und 1949 die Industriegewerkschaft Bau, Steine, Erden in Westdeutschland.

## Vorsitzende
- 1923–1927: Friedrich Paeplow
- 1927–1933: Nikolaus Bernhard